# Rodney Alcala
Rodney James Alcala (23. srpna 1943 San Antonio, Texas — 24. července 2021 Corcoran, Kalifornie) byl americký sériový vrah, který vraždil mladé ženy v Kalifornii.

## Životopis

### Mládí
Rodney Alcala se narodil jako Rodrigo Jacques Alcala-Buquor. Jeho otec rodinu opustil, když bylo Alcalovi 12 let. Ve škole se distancoval od spolužáků. V pubertě se dvakrát pokusil o sebevraždu.
Roku 1960 nastoupil do armády, v roce 1964 se však nervově zhroutil, nakonec musel být propuštěn. Roku 1968 se stal bakalářem umění. V té době došlo k jeho prvnímu pokusu o vraždu.

### Vraždy a útěky
Roku 1968 v noci sledoval osmiletou dívku Tali S. V okamžiku ji unesl k sobě do auta, znásilnil a polomrtvou pohodil na břeh moře. Podařilo se jí přežít. Druhý den uprchl pod jménem John Berger do New Yorku.
Zanedlouho se však pod stejným jménem vrátil. Roku 1971 si vyhlédl dům letušky Cornelie Crilleyové, kterou znásilnil a podřezal. Výsledky DNA potvrdily, že ji zabil Alcala. Ten však opět uprchl do New Hampshiru. Tam byl nakonec poznán a zatčen.
Díky rozdílným zákonům však byl trestán za přestupky a roku 1973 byl propuštěn. Roku 1977 pod svahem v Los Angeles u velkého nápisu Hollywood znásilnil a uškrtil komparsistku Jill Barcombovou. Kvůli její smrti bylo přerušeno natáčení filmu Zabiják za dva centy. V té době se seznámil a spolupracoval s režisérem Romanem Polanským.
V sedmdesátých letech se účastnil seznamovací soutěže The Datinge Game, kde několikrát vyhrál. Jestli zabil některou ze zúčastněných dívek, není jisté.
Tentýž rok zabil Alcala zdravotní sestru Georgii Wixtedovou. O rok později zabil v prádelně Charlottu Lambovou, jejíž tělo bylo nalezeno za dva týdny.

### Poslední vražda a soud
Roku 1979 potkal Alcala dívku Robin Samsoeovou. Vzal ji sebou do křoví a řekl jí, že jí dá bonbóny. Vytáhl však nůž a zabodl jí ho do břicha. Vyndal jednotlivé orgány, které promačkával a poté dívku znásilnil. O měsíc později ho našli agenti FBI a zatkli ho.
Soud neměl na Alacalu mnoho důkazů, navíc Alcala používal během vražd různá jména. Nakonec však byl roku 1980 Alcala odsouzen za vraždy čtyř žen a dívky Robin Samsoeové k smrti. Případ se však kvůli odvolání protahoval dál.
Teprve 9. března 2010 byl Alcala usvědčen a potřetí (tentokrát pravomocně) odsouzen k trestu smrti. Rozsudek nebyl vykonán, Alcala zemřel přirozenou smrtí v nemocnici nedaleko věznice.